# Andres Tolts

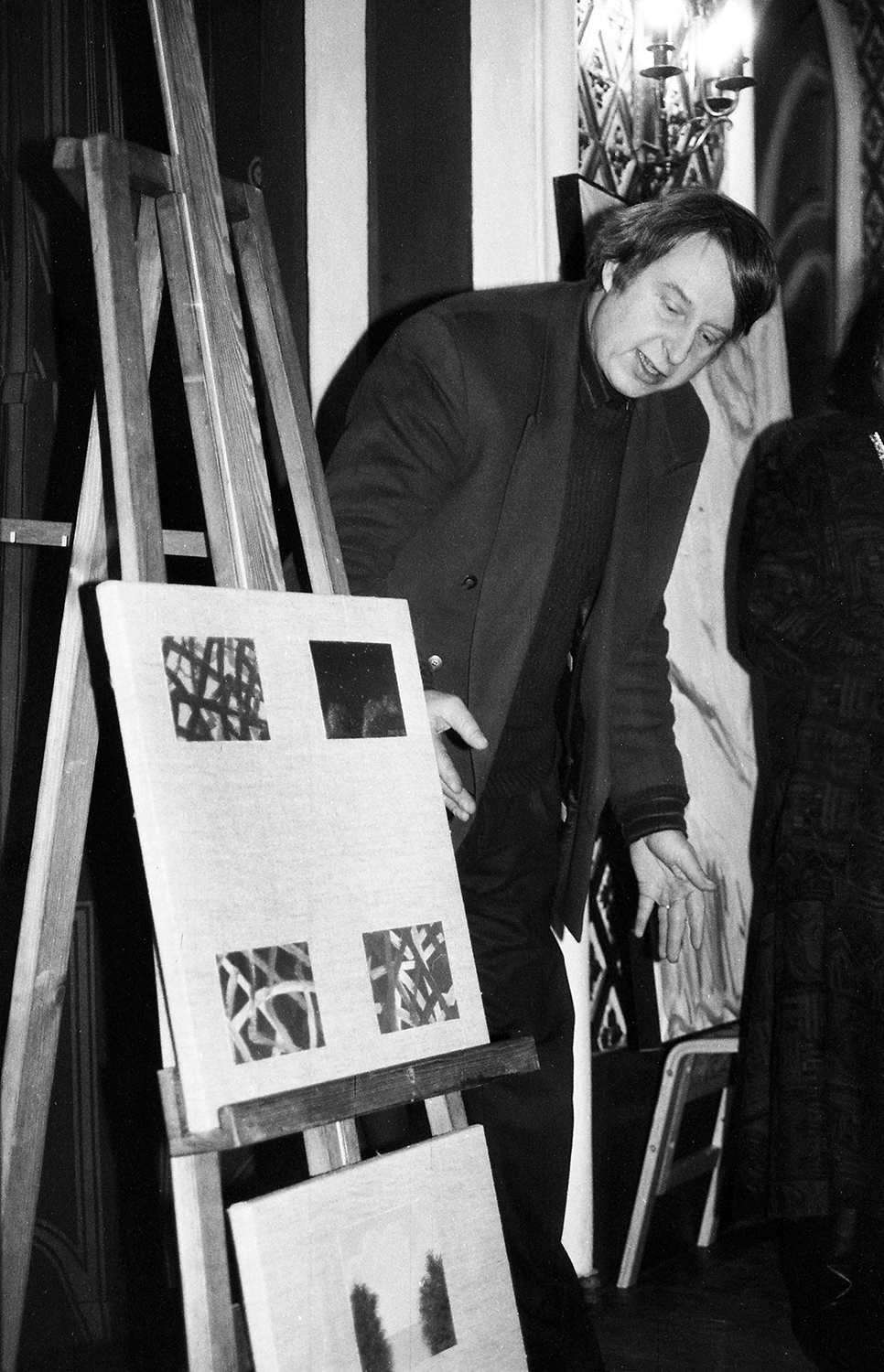
Andres Tolts 1994

Andres Tolts (* 8. Oktober 1949 in Tallinn; † 18. März 2014 ebenda) war ein estnischer Künstler und Grafiker.

## Leben und Werk
Andres Tolts machte 1967 in Tallinn Abitur und schloss 1973 die Estnische Kunstakademie im Fach Industriedesign ab. Noch während des Studiums schloss er sich mit Ülevi Eljand, Ando Keskküla und Leonhard Lapin zur Gruppe „SOUP `69“ zusammen, die ihren Namen von Andy Warhols Serie zu den Suppenkonserven von Campbell ableitete. Ziel der Gruppe war die Schöpfung einer eigenen Pop Art, die sich über den sozialistischen Realismus lustig machte. Der „Eindimensionalität der kommerziellen Welt“ in der westlichen Pop Art stellte „SOUP `69“ die „Eindimensionalität der Gleichgültigkeit der sowjetischen Gesellschaft und das Chaos und die Armut ihres Milieus“ gegenüber.
Tolts war im Anschluss an sein Studium freiberuflich tätig und seit 1975 Mitglied des Estnischen Kunstverbandes, als dessen Sekretär er 1987–1989 fungierte. Seine erste Ausstellung hatte er 1973 gemeinsam mit Ando Keskküla in Tartu, 1974 war seine erste persönliche Ausstellung in Tallinn. Es folgten zahlreiche Gruppen- und Einzelausstellungen im In- und Ausland, 1992 war er auf der Ausstellung „Mythos und Abstraktion“ in Karlsruhe vertreten.

## Auszeichnungen
- 1986 Verdienter Künstler der ESSR
- 2000 Kristjan-Raud-Preis
- 2003 Jahrespreis des Estnischen Kulturkapitals
- 2009 Konrad-Mägi-Preis
- 2010 Orden des weißen Sterns, IV. Klasse

## Sekundärliteratur
- Interview mit Andres Tolts. in: Estonia 1/1992, S. 44–48.
- Jüri Hain: Andres Toltsi väikesed vigurid, in: Vikerkaar 11/1992, S. 27.